# Faustine Noël
Faustine Noël (Nantes, 25 de diciembre de 1993), es una jugadora francesa de Para-bádminton compitiendo en individuales y mixtos, tiene una discapacidad neuromotora leve, su cerebro tiene poco control de su pierna derecha y está clasificada como SL4. Fue medallista de plata en los Juegos Paralímpicos de Tokio 2020 junto con Lucas Mazur. En los paralímpicos de París 2024 ganó medalla de bronce.

## Biografía
Comenzó a jugar bádminton a los 10 años a nivel departamental e interdepartamental, compensando su discapacidad. En 2014, Lucas Mazur, futuro compañero de dobles mixtos, y Sandrine Bernard, encargada del desarrollo del para-bádminton, se acercaron a ella. Esta última le animó a practicar deportes de alto nivel para discapacitados.
Estudió una licenciatura en biología en la Universidad de Rennes 1, posteriormente, obtuvo un máster en modelización ecológica en la misma universidad. Además, estudió fisioterapia en el IFPEK de Rennes. Entrena diariamente en Rennes con Loris Dufay, su entrenador y patrocinador del equipo francés de Para-bádminton en el gimnasio +2Bad Arena.
En 2015 participó en su primer torneo deportivo para discapacitados en individuales y dobles femeninos, clasificada en SL4. Esta clase corresponde a jugadores afectados únicamente por una discapacidad en los miembros inferiores. Más adelante, ese mismo año, participó en su primer campeonato mundial, donde ganó una medalla de plata.
En junio de 2023, ocupó el primer lugar del mundo en dobles mixtos y el tercer lugar del mundo en individuales Clasificada para los Juegos Paralímpicos de Verano de París 2024, en individuales femeninos y dobles mixtos, ganó la medalla de bronce con Lucas Mazur.

## Lista de Premios

### Juegos paralímpicos
- 2021	En Tokio, Japón	2do Dobles mixto SL3-SU5 con Lucas Mazur[8]
- 2024	En París, Francia      3ro Dobles mixto SL3-SU5 con Lucas Mazur

### Campeonatos del mundo
- 2015	Stoke, Inglaterra	2ºIndividuales femeninos 8

### Campeonatos de Europa
- 2016	Beek, Países Bajos	1er Dobles mixto con Lucas Mazur y 2º Femeninos individuales
- 2018	Rodez, Francia 	1er Dobles mixto con Lucas Mazur y 2º Femeninos individuales

## Juegos Paralímpicos
| Año  | País           | Posición      | Categoría                           |
| ---- | -------------- | ------------- | ----------------------------------- |
| 2021 | Tokyo, Japón   | Plata: 2da    | Doble Mixto SL3-SU5 con Lucas Mazur |
| 2024 | París, Francia |               | Individual Femenino SL4             |
| 2024 | París, Francia | Plata: Bronce | Doble Mixto SL3-SU5 con Lucas Mazur |

## Campeonato del mundo
| Año  | País              | Posición   | Categoría           |
| ---- | ----------------- | ---------- | ------------------- |
| 2015 | Stoke, Inglaterra | Plata: 2da | Individual Femenino |

## Campeonato de Europa
| Año  | País               | Posición   | Categoría                  |
| ---- | ------------------ | ---------- | -------------------------- |
| 2016 | Beek, Países Bajos | Oro: 1ra   | Doble Mixtos - Lucas Mazur |
| 2016 | Beek, Países Bajos | Plata: 2da | Individual Femenino        |
| 2018 | Rodez, Francia     | Oro: 1ra   | Double mixte - Lucas Mazur |
| 2018 | Rodez, Francia     | Plata: 2da | Individual Femenino        |